# 새야 새야
《새야 새야》는 1982년 10월 2일 토요일 밤에 1시간 30분 동안 방영된 한국방송공사 특집 사극 드라마 작품이다.

## 기획 의도
10월 초순에 보내드리는 토요일 밤의 특집 드라마

## 제작진
- 극본 : 양근승
- 연출 : 김인정

## 출연진
- 김진해
- 김형자
- 여운계